# Renate Finke-Osiander
Renate Finke-Osiander (* 4. Mai 1926 in Berlin; † 17. April 2025) war eine deutsche Botschafterin.

## Leben
Unter Walter Scheel und Hans-Dietrich Genscher war Renate Finke-Osiander Vortragende Legationsrätin I. Klasse und Leiterin des Referats Polen, Tschechoslowakei, Ungarn, Rumänien, Jugoslawien, Bulgarien, Albanien im Auswärtigen Amt.
Zu dem von Ursula Müller und Christiane Scheidemann im Jahr 2000 herausgegebenen Band „Gewandt, geschickt und abgesandt. Frauen im diplomatischen Dienst“ steuerte sie einen Erfahrungsbericht mit dem Titel „Ostpolitik – erste Schritte mit Willy Brandt“ bei.
In einem Leserbrief an den Spiegel kritisierte sie 2005, dass Bundesaußenminister Joschka Fischer im Zusammenhang der vom Auswärtigen Amt in Auftrag gegebenen zeithistorischen Erforschung personeller Kontinuitäten der deutschen Diplomatie zwischen NS-Zeit und Bundesrepublik „die Mitgliedschaft in der NSDAP zum Kriterium der persönlichen Verstrickung“ gemacht habe. „Ein Freund meines Vaters schreibt in einem 1968 erschienenen Bericht über seine Tätigkeit im Auswärtigen Dienst zwischen 1920 und 1945, Reichsaußenminister von Neurath habe den Beamten nahe gelegt, nach Möglichkeit in die NSDAP einzutreten, damit ein Stand von etwa 60 bis 70 Prozent Parteigenossen erreicht und vermieden werde, dass die Partei ihre Leute ins Amt setze.“
Renate Finke-Osiander war mit Ministerialdirektor a. D. Dr. phil. Wolfgang Finke-Osiander verheiratet. Sie hatten drei Kinder.